# 上沃尔茨
上沃尔茨是奥地利施蒂利亚州穆劳县的一个市镇。总面积4.64平方公里，总人口971人，人口密度209.3人/平方公里（2011年）。